# 細孔南毛介
細孔南毛介（学名：Austrolimoosella micropunctata）为粗面介科南毛介屬下的一个种。